# Luis García Sanz
Luis Javier García Sanz (Badalona, 24 de junho de 1978) é um ex-futebolista espanhol que atuava como ponta-direita ou meio-campista. Tinha o hábito de comemorar seus gols chupando o dedo, como homenagem ao filho Joel.

## Carreira

### Início e passagem por clubes espanhóis
O catalão Luis Javier García Sanz começou a carreira nas categorias de base do Barcelona, destacando-se como jovem talento e sendo comprado pelo Valladolid. Passou dois anos lá, mas nunca se firmou na equipe, sendo emprestado por duas vezes, para o Toledo e para o Tenerife, onde destacou-se na temporada 2001–02.
O fato chamou a atenção do Atlético de Madrid, que voltava à primeira divisão. García recebeu o número 10 e foi titular num ataque que ainda contava com Fernando Torres, Fernando Correa e Jorge Larena. Apesar de uma campanha mediana dos colchoneros, García fez boa temporada, cujo ponto alto foi uma atuação destacada contra o seu Barcelona de origem, na qual fez um belo gol, deu uma assistência e ainda cavou a expulsão do volante Thiago Motta.
Foi, assim, recontratado pelo Barcelona na temporada seguinte. Apesar de ser um reserva de Marc Overmars e Ronaldinho, atuou bastante, pois ambos tiveram problemas com contusões. Não conseguiu evitar a derrota por 2 a 1 para o rival Real Madrid em pleno Camp Nou depois de muitos anos de tabu em casa contra os merengues. Ironicamente, não esteve na revanche — o Barcelona devolveu o 2 a 1 no Santiago Bernabéu, mas Ronaldinho pôde jogar e García assistiu a tudo do banco.

### Liverpool
Enquanto Luis García via Ronaldinho assumir sua posição, seu antigo treinador no Tenerife, Rafa Benítez, tinha um problema como treinador do Liverpool: substituir Michael Owen, vendido ao Real Madrid. García e o francês Djibril Cissé, que quebrou a perna no meio da temporada, foram as apostas, e o espanhol recebeu a camisa 10 de Owen, e sua difícil missão começava.

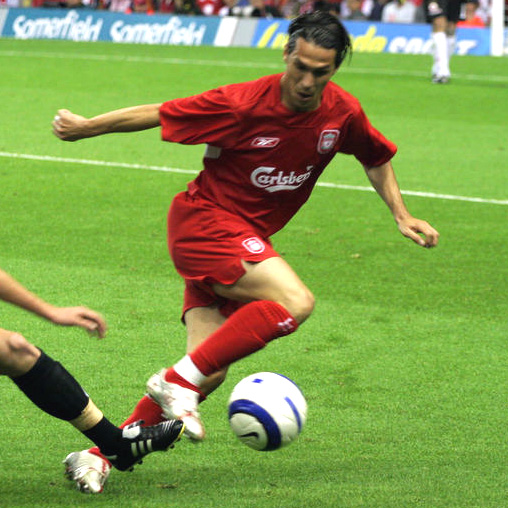
Luis García atuando pelo Liverpool em 2005

Sua primeira temporada em Anfield foi bastante irregular: o Liverpool tinha altos e baixos na Premier League e estava bastante desacreditado na Liga dos Campeões da UEFA.
Luis García começou a deixar sua marca nos corações dos torcedores nos oitavas de final, contra o Bayer Leverkusen. Teve uma boa atuação nos 3 a 1 em casa, marcando um gol, e atuou ainda melhor na segunda partida, um 3 a 1 fora de casa, no qual foi responsável por dois gols. Na fase seguinte, fez um grande gol: contra a Juventus, deu um sem-pulo de perna esquerda que encobriu Gianluigi Buffon. O Liverpool venceu por 2 a 1 e segurou o 0 a 0 em Turim. Ele foi eleito o melhor em campo por quatro vezes seguidas, e o seria de novo, após marcar o gol que classificou a equipe à final, eliminando o Chelsea. García aproveitou um levantamento na área chutado por Milan Baros, a bola foi tirada por Ricardo Carvalho, García aproveitou o ressalto e chutou. O francês William Gallas tirou a bola, mas o juiz entendeu que ela havia entrado toda antes do corte. O que é curioso sobre o objetivo é que nenhuma câmara conseguiu um bom ângulo para ter uma prova, se foi ou se não foi gol. O então técnico do Chelsea, José Mourinho, bastante enfurecido após a partida, descreveu o lance como um "gol fantasma". Na final da Champions, no dia 25 de maio, García foi campeão na histórica vitória do Liverpool sobre o Milan, nos pênaltis, depois de saírem perdendo por 3 a 0 no primeiro tempo, na partida que ficou conhecida como "Milagre de Istambul".

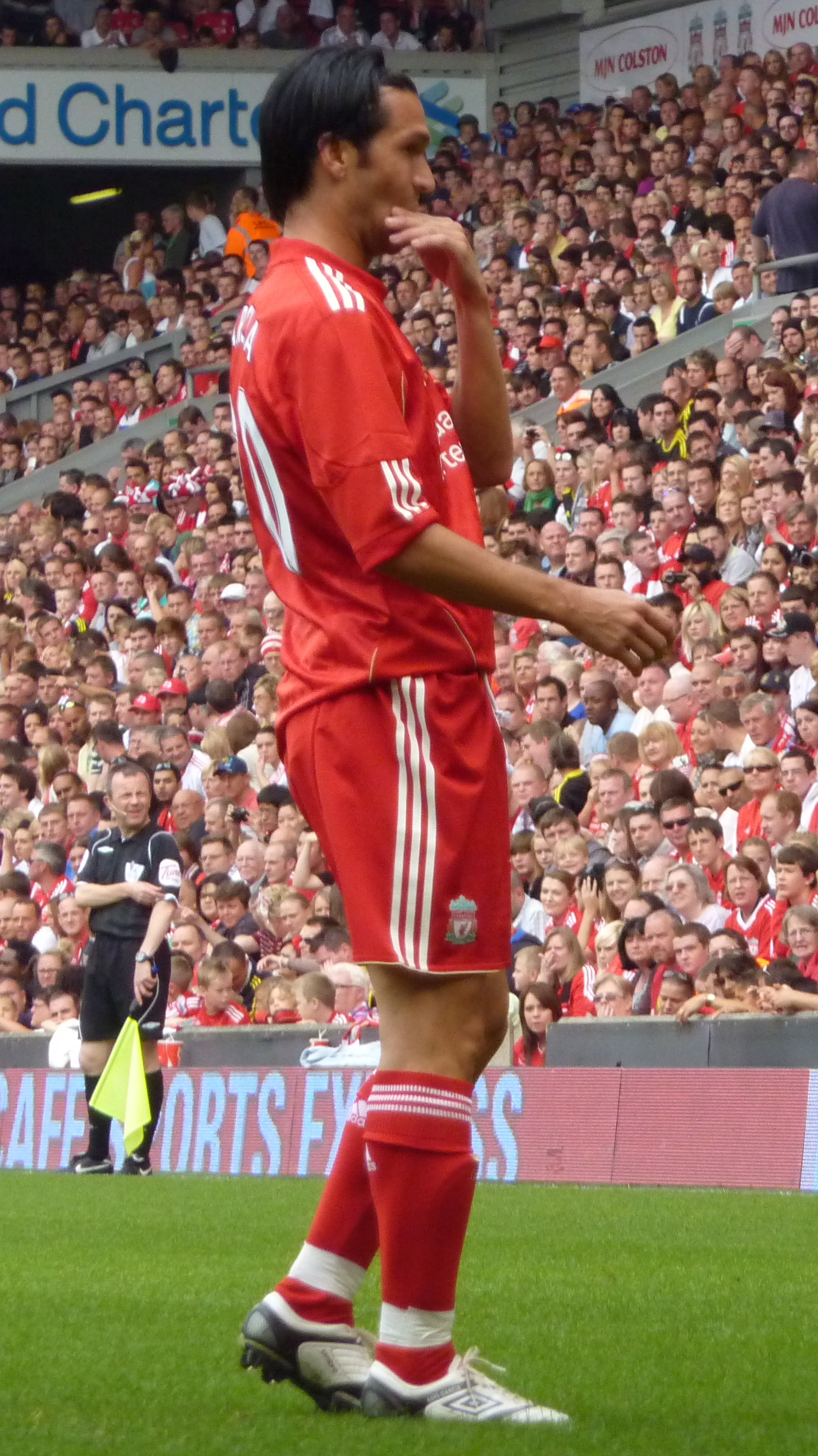
García durante um amistoso comemorativo em 2010

Após o brilhante primeiro semestre de 2005, Luis García caiu nas graças da torcida. Apesar de nova campanha pífia no campeonato nacional, a equipe conquistou a Copa da Inglaterra. Na semifinal, o Liverpool eliminou o rival Chelsea com um belo gol do jogador espanhol, após falha de John Terry. Ele não participou da final pois estava suspenso — havia sido expulso pelo Campeonato Inglês e a Federação Inglesa decidiu puni-lo na Taça. O Liverpool bateu o West Ham nos pênaltis. García também foi o protagonista de um lance capital no Mundial de Clubes da FIFA, na decisão contra o São Paulo: marcou um gol que empataria o jogo, mas que foi anulado por impedimento.
Após um bom começo de temporada pós-Copa em 2006, Luis García rompeu os ligamentos do joelho na vexatória derrota por 6 a 3 para o Arsenal no Estádio Anfield, encerrando aí sua temporada. Este acabou sendo o último jogo do espanhol pelo Liverpool. Sua saída de Anfield foi amigável, tendo escrito uma carta de agradecimento aos fãs dos Reds que foi publicada no site do clube inglês. Os torcedores do Liverpool tinham uma música para ele, no ritmo de "You Are My Sunshine":
"Luis García, yeah/He drinks sangria, yeah/He came from Barça/To bring us joy/He's five-foot-seven/He's football heaven/So please don't take our Luis away"
Que significa:
"Luis García, yeah/Ele bebe sangria, yeah/Ele veio do Barça (Barcelona)/Para nos trazer alegria/Ele tem 1,70/Ele é o céu do futebol/Então não leve nosso Luis embora".

### Atlético de Madrid
Após três vitoriosos anos na Inglaterra, Luis García desejou voltar para a Espanha. Quando o Atlético negociou Fernando Torres com o Liverpool, em julho de 2007, chegou a pedir García de contrapeso. O jogador aceitou voltar ao à equipe colchonera, mas acabou sendo um negócio à parte, custando 8,25 milhões de euros.
Na pré-temporada, reestreou num amistoso contra a Lazio, no qual fez um gol e lesionou a coxa. Aos poucos voltou a equipe, sempre começando do banco, enquanto os colchoneros recuperam-se de um mau começo no Campeonato Espanhol.

### Puebla e Pumas
Em 2011, Luis García acertou com o Puebla, do México. Já em 2012, defendeu a equipe mexicana do Pumas.

### Aposentadoria
No dia 14 de janeiro de 2014, García anunciou sua aposentadoria do futebol via seu site oficial. No entanto, em junho do mesmo ano, decidiu retornar da aposentadoria e assinou com o Atlético de Kolkata, da Índia, que disputaria a temporada inaugural de sua liga local.

## Seleção Espanhola
A estreia de Luis García na Seleção Espanhola não poderia ter sido mais positiva. A Espanha havia ficado em segundo lugar nas Eliminatórias da Copa do Mundo de 2006, perdendo para a Sérvia em Belgrado e apenas empatando fora. Foi, então, para a repescagem contra a Eslováquia. García fez sua estreia no dia 12 de novembro de 2005, na goleada por 5 a 1 contra os eslovacos em casa, marcando três gols e sofreu um pênalti convertido por Fernando Torres. O jogador chegou a cometer um erro no gol da Eslováquia ao errar um passe para trás, mas ainda assim carimbou assim seu passaporte para a Copa do Mundo, sendo convocado pelo treinador Luis Aragonés. Vestindo a camisa 11, Luis García foi titular nos dois primeiros jogos da equipe, nas vitórias contra Ucrânia e Tunísia. O atacante foi preterido na terceira partida, contra a Arábia Saudita, e começou no banco de reservas no duelo mais difícil dos espanhóis, contra a França, nas oitavas de final. García foi acionado por Aragonés e entrou no segundo tempo, no lugar do capitão Raúl, mas pouco pôde fazer e não impediu a derrota por 3 a 1, que decretou a eliminação da Fúria.
Após a Copa do Mundo, García continuou como titular da Espanha, marcando inclusive um gol nas Eliminatórias para a Euro 2008, mas após sua lesão pelo Liverpool, não voltou a ser chamado.

## Estilo de jogo
Luis García era um ponta que podia atuar aberto pela direita ou pela esquerda, podendo também jogar como meio-campista ou até mesmo no ataque, como um segundo atacante, atrás de um centroavante mais forte. Foi um jogador talentoso, mas que às vezes era criticado por prender demais a bola, e em locais impróprios. Franzino, recebia muitas faltas, mas era também conhecido por reclamar bastante — o que acabaria por lhe render advertências.

## Títulos
Liverpool
- Liga dos Campeões da UEFA: 2004–05[8]
- Supercopa da UEFA: 2005[9]
- Copa da Inglaterra: 2005–06[nota 1]
- Supercopa da Inglaterra: 2006[10]

Atlético Kolkata
- Superliga Indiana: 2014

### Prêmios individuais
- Equipe do Ano da UEFA: 2005[11]